# Зърнево
 Тази статия е за селото в България.  За града в Гърция вижте Зърнево (дем Неврокоп).  
Зърнево е село в Североизточна България. То се намира в община Тервел, Добричка област.

## География
Селото се намира на около километър от резервата на град Тервел. Резерватът представлява голяма гора с разнообразни растителни видове. Преобладават широколистните дървета.
До Зърнево може да се стигне по няколко пътя:
- от Добрич към Тервел, като пътуването е около 45 мин;
- от Шумен през Нови Пазар, също около 45 мин.
- от Варна на север по продължението на пътя от Провадия.

## История
През Османския период, след Освобождението и по време на румънската власт над Южна Добруджа селото носи името Килли кадъ.
Според запазени свидетелства в печата в края на Румънската кампания през Първата световна война оттеглящите се румънски окупационни сили отнемат от населението в района на селото едър добитък, товарен инвентар и над 40 тона зърнени храни.
Със заповед МЗ № 2191/обн. 27 юни 1942 г. селото се преименува на Зърнево.

## Население
Преброяване на населението през 2011 г.
Численост и дял на етническите групи според преброяването на населението през 2011 г.:
|                     | Численост | Дял (в %) |
| Общо                | 1236      | 100,00    |
| Българи             | 8         | 0,64      |
| Турци               | 1223      | 98,94     |
| Цигани              | 0         | 0,00      |
| Други               | 0         | 0,00      |
| Не се самоопределят | 0         | 0,00      |
| Неотговорили        | 0         | 0,00      |

## Редовни събития
Ежегодно се чества празник (събор) на селото, който винаги съвпада с мюслюманския празник Рамазан Байрам.